# Michael Bacall
Michael Bacall, pseudonimo di Michael Stephen Buccellato (Los Angeles, 19 aprile 1973), è un attore e sceneggiatore statunitense di origini italiane.

## Filmografia

### Attore

#### Cinema
- Le ragioni del cuore (Wait Until Spring, Bandini), regia di Dominique Deruddere (1989)
- Shout, regia di Jeffrey Hornaday (1991)
- Voglia di ricominciare (This Boy's Life), regia di Tobia Wolff (1993)
- Free Willy - Un amico da salvare (Free Willy), regia di Simon Wincer  (1993)
- Urban Legend - Final Cut (Urban Legends: Final Cut), regia di John Ottman (2000)
- Manic, regia di Jordan Melamed (2001)
- Pumpkin, regia di Anthony Abrams e Adam Larson Broder (2002)
- Speakeasy, regia di Brendan Murphy (2002)
- Undertow, regia di David Gordon Green (2004)
- Grindhouse - A prova di morte (Death Proof ), regia di Quentin Tarantino (2007)
- Bastardi senza gloria (Inglourious Basterds), regia di Quentin Tarantino (2009)
- The Making of 'Scott Pilgrim vs. the World', regia di Dan Mudford e Phil Stoole - direct-to-video (2010)
- The End of Love, regia di Mark Webber (2012)
- Django Unchained, regia di Quentin Tarantino (2012)
- Gangster Squad, regia di Ruben Fleischer (2013)
- Spivak, regia di Anthony Abrams e Adam Larson Broder (2018)
- Scott Pilgrim vs. the World Water Crisis - direct-to-video (2020)

#### Televisione
- Autostop per il cielo (Highway to Heaven) - serie TV, episodi 2x01-2x02 (1985)
- Super Vicki (Small Wonder) - serie TV, episodio 1x08 (1985)
- Between the Darkness and the Dawn, regia di Peter Levin - film TV (1985)
- Mr. Belvedere - serie TV, episodio 3x21 (1987)
- La bella e la bestia (Beauty and the Beast) - serie TV, episodi 1x02-1x05 (1987)
- Hiroshima Maiden, regia di Joan Darling - speciale TV (1988)
- Punky Brewster - serie TV, episodio 4x20 (1988)
- Scuola di football (1st & Ten) - serie TV, episodio 4x10 (1988)
- Blue Jeans (The Wonder Years) - serie TV, episodi 1x04-5x03-5x04 (1988-1991)
- Colombo (Columbo)- serie TV, episodio 8x01 (1989)
- Nearly Departed - serie TV, episodio 1x04 (1989)
- Have Faith - serie TV, episodio 1x04 (1989)
- Lassie - serie TV, episodio 1x02 (1989)
- Doogie Howser (Doogie Howser, M.D.) - serie TV, episodio 1x14 (1990)
- Sister Kate - serie TV, episodio 1x14 (1990)
- Forza irresistibile (Irresistible Force), regia di Kevin Hooks - film TV (1993)
- Wings - serie TV, episodio 5x11 (1993)
- Ombra serale (Evening Shade) - serie TV, episodio 4x22 (1994)
- The Four Diamonds, regia di Peter Werner - film TV (1995)
- Sister, Sister - serie TV, episodio 3x11 (1995)
- La tata (The Nanny) - serie TV, episodio 3x19 (1996)
- ABC Afterschool Specials - serie TV, episodio 25x01 (1996)
- Relativity - serie TV, episodi 1x05-1x08-1x14 (1996-1997)
- Buffy l'ammazzavampiri (Buffy the Vampire Slayer) - serie TV, episodio 2x02 (1997)
- The Visitor - serie TV, episodio 1x07 (1997)
- Living in Captivity - serie TV, episodi 1x03-1x06 (1998)
- The Norm Show - serie TV, episodio 1x07 (1999)
- Gideon's Crossing - serie TV, episodio 1x04 (2000)
- Bette - serie TV, episodio 1x10 (2000)
- NYPD - New York Police Department (NYPD Blue) - serie TV, episodio 8x08 (2001)
- CSI - Scena del crimine (CSI: Crime Scene Investigation) - serie TV, episodio 5x24 (2005)
- HitRECord on TV - serie TV, episodio 1x05 (2014)
- Mr. Corman - serie TV, episodio 1x02 (2021)

#### Videogiochi
- Marky Mark and the Funky Bunch: Make My Video, regia di Ken Berris (1992)

### Doppiatore
- Peter Pan and the Pirates - serie animata, 64 episodi (1990-1991)
- Hey, Arnold! (Hey Arnold!) - serie animata, 4 episodi (1996-1997)
- Vicini di campagna (Pigs Next Door) - serie animata, episodio 1x01 (2000)
- Scott Pilgrim - La serie (Scott Pilgrim Takes Off) - serie animata, episodio 1x02 (2023)

### Sceneggiatore

#### Cinema
- Manic, regia di Jordan Melamed (2001)
- Bookies, regia di Mark Illsley (2003)
- Scott Pilgrim vs. the World, regia di Edgar Wright (2010)
- Project X - Una festa che spacca (Project X), regia di Nima Nourizadeh (2012)
- 21 Jump Street, regia di Phil Lord e Chris Miller (2012)
- 22 Jump Street, regia di Phil Lord e Chris Miller (2014)
- Scott Pilgrim vs. the World Water Crisis - direct-to-video (2020)
- The Running Man, regia di Edgar Wright (2025)

#### Televisione
- HitRECord on TV - serie TV, episodio 1x05 (2014)

#### Videoclip
- 21 Jump Street: Mime to Music, regia di Randy Carbone (2016)

### Produttore
- Scott Pilgrim - La serie (Scott Pilgrim Takes Off) - serie animata, episodi sconosciuti (2023)

## Riconoscimenti
- Awards Circuit Community Awards
  - 2010 - Candidatura alla miglior sceneggiatura non originale per Scott Pilgrim vs. the World (condiviso con Edgar Wright)
- Georgia Film Critis Association
  - 2013 - Candidatura alla miglior sceneggiatura non originale per 21 Jump Street (condiviso con Jonah Hill)
- Online Film Critics Society Award
  - 2011 - Candidatura alla miglior sceneggiatura non originale per Scott Pilgrim vs. the World (condiviso con Edgar Wright)
- Premio Hugo
  - 2011 - Candidatura alla miglior presentazione drammatica - Formato lungo per Scott Pilgrim vs. the World (condiviso con Edgar Wright)
- Science Fiction and Fantasy Writers of America
  - 2011 - Candidatura al Bradbury Award per Scott Pilgrim vs. the World (condiviso con Edgar Wright)
- San Diego Film Critics Society Awards
  - 2010 - Candidatura alla miglior sceneggiatura non originale per Scott Pilgrim vs. the World (condiviso con Edgar Wright)
- Satellite Award
  - 2010 - Candidatura al miglior sceneggiatura non originale per Scott Pilgrim vs. the World (condiviso con Edgar Wright)
- St. Louis Film Critics Association
  - 2010 - Candidatura alla miglior sceneggiatura non originale per Scott Pilgrim vs. the World (condiviso con Edgar Wright)
- Utah Film Critis Association Awards
  - 2010 - Candidatura alla miglior sceneggiatura per Scott Pilgrim vs. the World (condiviso con Edgar Wright)
- Young Artist Award
  - 1990 - Candidatura al miglior giovane attore ospite in una serie televisiva per Doogie Howser, M.D.
  - 1992 - Candidatura al miglior giovane attore co-protagonista in un film per Shout

## Doppiatori italiani
Nelle versioni in italiano delle opere in cui ha recitato, Michael Bacall è stato doppiato da: 
- Stefano Crescentini in Aspetta primavera, Buffy l'ammazzavampiri, Bandini
- Nanni Baldini in Free Willy - Un amico da salvare, Grindhouse - A prova di morte
- Vladimiro Conti in CSI - Scena del crimine
- Carlo Cosolo in Django Unchained
- Fabrizio Manfredi in Shout